# حمض الغالاكتورونيك
حمض الغلاكتورونيك هو حمض أحادي القاعدة، وهو المكوٍّن الرئيسي للبكتينات النباتية، يشتق بأكسدة ذرة الكربون ذات الرقم 6 في الجالكتوز، يوجد على شكلين ألفا، وبيتا، ذوّاب في الماء، ويُستعمل في الأبحاث الكيميائية الحيوية.